# Ашляев, Серик Сопыжанович
Серик Сопыжанович Ашляев (каз. Серік Сопыжанұлы Ашляев, 21 ноября 1946, Караганда, Казахская ССР) — министр культуры Республики Казахстан.

## Биография
Ашляев Серик Сопыжанович родился 21 ноября 1946 в Караганде. Происходит из подрода Керней рода Каракесек племени Аргын. Серик родился в семье известных карагандинцев. Отец — Сопыжан Ашляев (1917–1992), участник индустриального освоения Караганды, занимал руководящие должности в строительных организациях и партийных структурах. Мать — Орынтай Ашляева, спортсменка, участница первого Всесоюзного парада физкультурников в Москве (1939).

### Образование
В 1970 году окончил Карагандинский педагогический институт по специальности учитель истории.
В 1975 году окончил Алма-Атинский институт народного хозяйства по специальности экономист.
В 1987 году окончил Академию общественных наук при ЦК КПСС по специальности политолог.

### Трудовая деятельность
Трудовую деятельность начал в 1964 году оператором Карагандинской студии телевидения.
После окончания института работал лектором Карагандинского обкома ЛКСМ Казахстана.
В 1971 году после службы в армии работал преподавателем, заместителем директора ПТУ, заведующим отделом райисполкома и райкома партии, инструктором обкома партии.
В 1987–1992 годах - председатель Карагандинского областного комитета по культуре.
В 1992–1993 годах - глава Советской районной администрации города Караганды.
В октябре 1993 года назначен министром культуры Республики Казахстан, занимал пост до октября 1994 года.
В октябре 1994 года назначен заведующим отделом культуры и по связям с общественными объединениями Управления делами Кабинета Министров Республики Казахстан, где работал до марта 1995 года.
В 1995 году занимал должность заместителя председателя Комитета по профессионально-техническому образованию при Министерстве труда Республики Казахстан.
В период с 1995 по 1998 год — консультант, затем заместитель заведующего отделом по работе с комитетами Аппарата Мажилиса Парламента Республики Казахстан.
С апреля 1998 года по декабрь 1999 года — депутат Мажилиса Парламента Республики Казахстан I созыва, член Комитета по аграрным вопросам.
С декабря 1999 года — государственный инспектор организационно-контрольного отдела Администрации Президента Республики Казахстан.
С 2000-х годов занимается развитием дистанционного образования, возглавляет представительство «Центра дистанционного обучения» в г. Нур-Султан Карагандинского университета Казпотребсоюза.

## Общественная деятельность
Заместитель председателя Национальной комиссии Республики Казахстан по делам ЮНЕСКО.
Депутат Мажилиса Парламента Республики Казахстан I созыва (1998–1999) от Шахтинского избирательного округа № 29 Карагандинской области.
Кандидат в депутаты Мажилиса II созыва от РП «Отан» (1999).
Автор книги «Социал-демократия: история, теория, практика» (1999, в соавторстве).

## Награды
Награждён медалями и грамотами.

## Семья
Женат на Людмиле Ивановне Ашляевой. Имеет двух дочерей — Дапару (род. 1972) и Алину (род. 1985).
Брат — Казбек Сопыжанович Ашляев — заслуженный тренер СССР и Казахской ССР по боксу, бывший заместитель министра туризма, физической культуры и спорта Казахской ССР.